# Michael Bilirakis

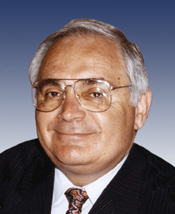
Michael Bilirakis

Michael Bilirakis (* 16. Juli 1930 in Tarpon Springs, Florida) ist ein US-amerikanischer Politiker. Zwischen 1983 und 2007 vertrat er den Bundesstaat Florida im US-Repräsentantenhaus.

## Werdegang
Michael Bilirakis wurde in Florida geboren, wuchs aber in Pennsylvania auf, wo er die öffentlichen Schulen in Clairton besuchte. Danach studierte er bis 1949 am Douglas Business College in McKeesport. Zwischen 1950 und 1954 war er, auch während des Koreakrieges, Soldat der US-Luftwaffe. Nach seiner Militärzeit setzte er seine Ausbildung bis 1959 mit seinem Studium an der University of Pittsburgh fort. Bilirakis beendete seine Studienzeit im Jahr 1963 mit einem Jurastudium an der University of Florida in Gainesville.
Während und nach seiner Studienzeit war Michael Bilirakis in verschiedenen Berufen tätig. Er arbeitete unter anderem als Stahlarbeiter, Ingenieur, Lehrer und Rechtsanwalt. Außerdem war er in seinem Geburtsort Tarpon Springs sowie in New Port Richey städtischer Richter. Politisch schloss sich Bilirakis der Republikanischen Partei an. Bei den Kongresswahlen des Jahres 1982 wurde er im neunten Wahlbezirk von Florida in das US-Repräsentantenhaus in Washington, D.C. gewählt, wo er am 3. Januar 1983 die Nachfolge von Bill Nelson antrat, der in den elften Distrikt wechselte. Nach elf Wiederwahlen konnte er bis zum 3. Januar 2007 zwölf Legislaturperioden im Kongress absolvieren. In diese Zeit fielen unter anderem der Zweite Golfkrieg und der Irakkrieg. Im Jahr 1992 wurde der 27. Verfassungszusatz im Kongress verabschiedet.
2006 verzichtete Michael Bilirakis auf eine erneute Kongresskandidatur. Bei den Wahlen dieses Jahres wurde sein Sohn Gus zu seinem Nachfolger gewählt. Im Jahr 2009 war Michael Bilirakis im Gespräch für eine Ernennung zum US-Senat, um die Vakanz nach dem Rücktritt von Mel Martínez zu überbrücken; die Wahl fiel aber letztlich auf George LeMieux.